# Prohibido andar en sulky
Prohibido andar en sulky ist ein Musikalbum von Santiago Leibson. Die im Dezember 2023 im Studio Ideo Music in Buenos Aires entstandenen Aufnahmen erschienen am 6. Dezember 2024 auf Eyes & Ears Records.

## Hintergrund
Das spanische Prohibido andar en sulky bedeutet auf Deutsch „Sulky fahren verboten.“ Diese Aufnahme Leibsons verfolgt einen ähnlichen Ansatz wie seine ersten Alben Amon (2014) und Pendular (2015), die das 2010 gegründeten Trio des Pianisten Santiago Leibson mit dem Bassisten Maximiliano Kirszner und dem Schlagzeuger Nicolás Politzer ebenfalls in Argentinien aufgenommen hatte, notiert Catalina Maria Johnson. Prohibido andar en sulky dekonstruiere Melodien und Rhythmen, die dem argentinischen Musikpanorama innewohnen, innerhalb einer experimentellen Jazzstruktur.

## Titelliste
- Santiago Leibson: Prohibido andar en sulky (Eyes & Ears Records)

1. Campos magneticos 7:10
2. Acantilados 3:37
3. Abstracta 3:32
4. Algo verde 4:42
5. Espejos 7:19
6. Salgan al sol 5:29
7. Bailongo 3:51
8. Nieve 5:33
9. Mi 6:19
10. Objetos perdidos 7:09

Die Kompositionen stammen von Santiago Leibson.

## Rezeption
In „Salgán al sol“ würde er sich dem Tango, [in Form einer] Hommage an den renommierten afro-argentinischen Tangokomponisten und Pianisten Horacio Salgán widmen, während „Algo verde“ mit den swingenden, anmutigen Compáses argentinischer Volkstanzrhythmen wie der Zamba glänze, schrieb Catalina Maria Johnson im Down Beat. Dieses Album sei eine faszinierende, nuancierte Sammlung von Eigenkompositionen Leibsons, die wiederholtes Anhören wert sei.